# Mango à cravate verte
Anthracothorax viridigula
Espèce
Statut de conservation UICN

 LC  : Préoccupation mineure
Statut CITES
Le Mango à cravate verte (Anthracothorax viridigula) est une espèce d'oiseaux de la famille des Trochilidae.

## Répartition
Cet oiseau peuple les régions littorales du Nord de l'Amérique du Sud : du plateau des Guyanes au Maranhão, mais aussi plusieurs îles des petites Antilles (dont la Guadeloupe et la Martinique). 

## Taxonomie
D'après Alan P. Peterson, c'est une espèce monotypique.

## Habitats
Ses habitats sont les forêts humides de basses et hautes altitudes, la végétation humide de savane, les zones humides à l'intérieur des terres (marais, marécages, tourbières) mais aussi les anciennes forêts lourdement dégradées.

Carte de répartition de l'espèce